# Miss Grand Internacional 2021
Miss Grand Internacional 2021 fue la 9.ª edición del certamen Miss Grand Internacional, correspondiente al año 2021. La final se llevó a cabo el 4 de diciembre en el Show DC Hall, ubicado en la ciudad Bangkok, Tailandia. Candidatas de 59 países y territorios autónomos compitieron por el título. Al final del evento, Abena Appiah, Miss Grand Internacional 2020 de Estados Unidos, coronó a Nguyễn Thúc Thùy Tiên, de Vietnam, como su sucesora.
Con un total de 59 participantes en competencia está se convierte en la edición con menor número de candidatas en la historia de Miss Grand Internacional, superando así a la edición del 2019 la cual contó con 60 candidatas.

## Resultados
| Posiciones                    | Candidata |
| ----------------------------- | --- |
| Miss Grand Internacional 2021 | - Vietnam - Nguyễn Thúc Thùy Tiên |
| Primera Finalista             | - Ecuador - Andrea Aguilera |
| Segunda Finalista             | - Brasil - Lorena Rodrigues |
| Tercera Finalista             | - Puerto Rico - Vivianie Díaz-Arroyo |
| Cuarta Finalista              | - Sudáfrica - Jeanè Van Dam |
| Semifinalistas (Top 10)       | - Camboya - Sothida Pokimtheng § - Costa Rica - Adriana Moya - España - Alba Dunkerbeck - Indonesia - Sophia Rogan - Venezuela - Vanessa Coello |
| Cuartofinalistas (Top 21)     | - Alemania - Luisa Victoria Malz - Angola - Márcia de Menezes - Australia - Angolina Amores - Colombia - Mariana Jaramillo - Francia - Elodie Sirulnick - India - Manika Sheokand - Malasia - Lishalliny Karanan - Myanmar - Amara Shune Lei - Nigeria - Patience Christopher - Países Bajos - Nathalie Mogbelzada - República Dominicana - Stephanie Medina |

- § Votada por el público de todo el Mundo vía internet para completar el cuadro de las 10 semifinalistas.

### Orden de clasificación
| Top 20               | Top 10      | Top 5       |
| -------------------- | ----------- | ----------- |
| Costa Rica           | Camboya §   | Puerto Rico |
| Ecuador              | Venezuela   | Ecuador     |
| Francia              | Costa Rica  | Brasil      |
| Australia            | Indonesia   | Vietnam     |
| Malasia              | España      | Sudáfrica   |
| Brasil               | Sudáfrica   |             |
| India                | Puerto Rico |             |
| Colombia             | Vietnam     |             |
| Myanmar              | Brasil      |             |
| Países Bajos         | Ecuador     |             |
| Nigeria              |             |             |
| Alemania             |             |             |
| Indonesia            |             |             |
| España               |             |             |
| República Dominicana |             |             |
| Vietnam              |             |             |
| Puerto Rico          |             |             |
| Venezuela            |             |             |
| Sudáfrica            |             |             |
| Angola               |             |             |

- § Votada por el público de todo el Mundo vía internet para completar el cuadro de las 10 semifinalistas.

### Premios especiales
| Título                                         | Candidata                                                                                |
| ---------------------------------------------- | ---------------------------------------------------------------------------------------- |
| Mejor Traje Nacional                           | - Malasia - Lishalliny Karanan - Perú - Samantha Batallanos - Angola - Márcia de Menezes |
| Mejor en Traje de Baño                         | - Puerto Rico - Vivianie Díaz-Arroyo                                                     |
| Mejor en Traje de Baño (Votada por el público) | - Vietnam - Nguyễn Thúc Thùy Tiên                                                        |
| Mejor en Traje de Gala                         | - Tailandia - Indy Johnson                                                               |
| Miss Voto Popular                              | - Camboya - Sothida Pokimtheng                                                           |

## Candidatas
59 candidatas compitieron por el título:
(En la tabla se utiliza su nombre completo, los sobrenombres van entrecomillados y los apellidos utilizados como nombre artístico, entre paréntesis; fuera de ella se utilizan sus nombres «artísticos» o simplificados).
| País/Territorio      | Candidata                                    | Edad | Residencia           |
| -------------------- | -------------------------------------------- | ---- | -------------------- |
| Alemania             | Luisa Victoria Malz                          | 18   | Dortmund             |
| Angola               | Márcia Marilia Agostinho de Menezes          | 27   | Luanda               |
| Argentina            | Florencia Melanie De Palo                    | 24   | Buenos Aires         |
| Armenia              | Kristina Goharik Ayanian                     | 24   | Ereván               |
| Australia            | Angolina Amores                              | 27   | Sídney               |
| Bangladés            | Marjana Ratia Ahmed Chowdhury                | 28   | Sylhet               |
| Bélgica              | Zomkey Tenzin                                | 20   | Lovaina              |
| Bolivia              | Eloísa Gutiérrez Rendón                      | 25   | Sucre                |
| Brasil               | Lorena Gonçalves Rodrigues                   | 26   | Juiz de Fora         |
| Camboya              | Sothida Pokimtheng                           | 23   | Battambang           |
| Canadá               | Olga Bykadorova                              | 26   | Montreal             |
| Chile                | Vanessa Camila Francisca Echeverría Maizares | 17   | San Pedro de Atacama |
| Colombia             | Mariana Jaramillo Córdoba                    | 23   | Barranquilla         |
| Corea del Sur        | Lee Ji-ho                                    | 25   | Seúl                 |
| Costa Rica           | Adriana Moya Alvarado                        | 26   | San Pedro            |
| Cuba                 | Geysel Valliant Ferrer                       | 21   | La Habana            |
| Curazao              | Kimberly Fabiola Fernandes                   | 25   | Willemstad           |
| Ecuador              | Andrea Victoria Aguilera Paredes             | 20   | Ventanas             |
| Egipto               | Shahenaz Alaa Dabous (Shahy Hamdy)           | 25   | El Cairo             |
| El Salvador          | Iris Yazminhe Guerra Rivera                  | 25   | Santa Ana            |
| España               | Alba Dunkerbeck Morales                      | 19   | Maspalomas           |
| Estados Unidos       | Madison Lynn Callaghan                       | 25   | Charlotte            |
| Filipinas            | Samantha Alexandra Panlilio                  | 25   | Cavite               |
| Francia              | Elodie Sirulnick                             | 24   | París                |
| Guatemala            | María José Sazo Meléndez                     | 21   | Escuintla            |
| Haití                | Lynn Rubiane St-germain                      | 28   | Puerto Príncipe      |
| Honduras             | Celia María Perdomo Monterrosa               | 26   | Santa Bárbara        |
| Hong Kong            | Se-Eun (Sen Yang)                            | 21   | Hong Kong            |
| India                | Manika Sheokand                              | 25   | Chandigarh           |
| Indonesia            | Sophie Louise Rogan                          | 19   | Denpasar             |
| Irlanda del Norte    | Shannon McCullagh                            | 25   | Belfast              |
| Italia               | Marika Nardozi                               | 21   | Roma                 |
| Japón                | Chika Mizuno                                 | 25   | Tokio                |
| Laos                 | Daomixay Dao Pachansithi                     | 23   | Savannakhet          |
| Liberia              | Hajamaya Mulbah                              | 22   | Monrovia             |
| Malasia              | Lishalliny Karanan                           | 24   | Shah Alam            |
| Mauricio             | Naomi Marie Ashley Dolita Buan               | 21   | Curepipe             |
| México               | Mariana Macías Ornelas                       | 25   | Chapala              |
| Myanmar              | Amara Shune Lei                              | 24   | Rangún               |
| Nepal                | Ronali Amatya                                | 25   | Katmandú             |
| Nicaragua            | Epifanía Jocabed Solís Mercado               | 22   | Managua              |
| Nigeria              | Patience Idowochenema Christopher            | 23   | Kogi                 |
| Países Bajos         | Nathalie Yasmin Mogbelzada                   | 24   | Ámsterdam            |
| Pakistán             | Ramina Ashfaque                              | 28   | Karachi              |
| Panamá               | Katie Nairobi Caicedo Richards               | 20   | Ciudad de Panamá     |
| Paraguay             | Andrea Jimena Sosa Martínez                  | 21   | Hohenau              |
| Perú                 | Samantha Elizabeth Batallanos Cortegana      | 26   | Los Olivos           |
| Portugal             | Ana Laura Ferreira Guarda                    | 19   | Leiría               |
| Puerto Rico          | Vivianie Díaz-Arroyo                         | 23   | Villalba             |
| República Checa      | Barbora Aglerová                             | 24   | Praga                |
| República Dominicana | Stephanie Mercedes Medina                    | 22   | Nueva York           |
| Rusia                | Alesia Igorevna Semerenko                    | 27   | Moscú                |
| Siberia              | Kristina Shenknekht                          | 25   | Moscú                |
| Sri Lanka            | Anna-Marie Suzanne Quint Ondaatje            | 21   | Wattala              |
| Sudáfrica            | Jeanè Van Dam                                | 20   | Johannesburgo        |
| Suecia               | Jennie Karolina Frondell                     | 25   | Tenhult              |
| Tailandia            | Indy Johnson                                 | 23   | Pathum Thani         |
| Venezuela            | Vanessa Carolina Coello Coraspe              | 26   | Maturín              |
| Vietnam              | Nguyễn Thúc Thùy Tiên                        | 23   | Ciudad Ho Chi Minh   |

### Candidatas retiradas
- Albania - Hygerta Hidri
- Azerbaiyán - Aydan Yelsindag
- China - Shelley Wei
- Escocia - Katie Anne Finlay
- Gales - Heather Hopkins
- Guadalupe - Lisa Beauperthuy
- Inglaterra - Jessica Adele Ford
- Kosovo - Mejreme Hajdaraj
- Malta - Isabel Borg
- Marruecos - Fajoua Souag
- Polonia - Klaudia Wonatowska
- Tahití - Alicia Hoatua-Chave

### Candidatas reemplazadas
- Alemania - Angelina Rytschagowa fue reemplazada por Luisa Victoria Malz.
- Argentina - Alina Luz Akselrad Toraño fue reemplazada por Florencia Melanie De Palo.
- Japón - Sarina Chanana fue reemplazada por Chika Mizuno.
- Liberia - Goretti Itoka fue reemplazada por Hajamaya Mulbah.
- Nigeria - Abimbola Abayomi fue reemplazada por Patience Idowochenema Christopher.
- Panamá - Massiell Alejandra Llamas Castro fue reemplazada por Katie Nairobi Caicedo Richards.
- Rusia - Anastasiia Vozniuk fue reemplazada por Alesia Igorevna Semerenko.

## Sobre los países en Miss Grand Internacional 2021

### Naciones debutantes
- Bangladés
- Liberia
- Siberia

### Naciones que regresan a la competencia
Compitió por última vez en 2014:
- Pakistán

Compitieron por última vez en 2015:
- Angola
- Honduras

Compitió por última vez en 2017:
- Irlanda del Norte

Compitieron por última vez en 2018:
- Bélgica
- Hong Kong

Compitieron por última vez en 2019:
- Armenia
- Australia
- Curazao
- Haití

### Naciones ausentes
- Albania
- Baskortostán
- Bielorrusia
- Bulgaria
- China
- Crimea
- Escocia
- Finlandia
- Gales
- Inglaterra
- Irán
- Irlanda
- Jamaica
- Kenia
- Kosovo
- Polonia
- Uruguay